# إريك بوفير
إريك بوفير (بالفرنسية: Éric Bouvier)‏ (5 يناير 1961 في فرنسا - ) هو لاعب كرة طائرة فرنسا في مركز مهاجم ‏. شارك في الألعاب الأولمبية الصيفية 1988.

## وصلات خارجية
- إريك بوفير على موقع أوليمبيديا (الإنجليزية)